# Гарбув (Кутновський повіт)
Гарбув (пол. Garbów) — село в Польщі, у гміні Бедльно Кутновського повіту Лодзинського воєводства.
Населення — 140 осіб (2011).
У 1975—1998 роках село належало до Плоцького воєводства.

## Демографія
Демографічна структура станом на 31 березня 2011 року:
|          | Загалом | Допрацездатний вік | Працездатний вік | Постпрацездатний вік |
| -------- | ------- | ------------------ | ---------------- | -------------------- |
| Чоловіки | 70      | 11                 | 45               | 14                   |
| Жінки    | 70      | 13                 | 40               | 17                   |
| Разом    | 140     | 24                 | 85               | 31                   |